# 法國國鐵BB 67200型柴油機車
BB 67200型柴油机车是法国布里索诺及洛茨公司（Brissonneau and Lotz）为法國國家鐵路公司设计制造的一种电力传动柴油机车。
BB 67200型机车并非新造的机车车型，而是由原来的BB 67000型柴油机车改造而成。1981年，随着法国高速铁路东南线投入服务，法国国铁决定将一批BB 67000型机车上加装TVM-300或TVM-430机车信号系统，并将链式车钩改为沙芬博格（Scharfenberg）密接式车钩，使机车能够在高速铁路线上运行，也能作为高速列车的救援机车，这批改造后的机车被定型为BB 67200型，分别配属在阿维尼翁、隆戈、讷韦尔、图尔机务段。